# Darwin (Vulkan)
Darwin ist ein Schildvulkan auf den Galapagosinseln. Er liegt im Norden der Isla Isabela.  Die Höhe des Vulkans beträgt 1330 m. Die Caldera hat einen Durchmesser von 5 km und eine Tiefe von 200 m. Er brach unter anderem 1813 aus. Namensgebend ist Charles Darwin, der hier 1835 ankerte.